# Hoog water (stripalbum)
Hoog water is een stripalbum van de hand van Jean-Pierre Gibrat (tekeningen), en Daniel Pecqueur (verhaal). Het album verscheen in 1996 bij uitgeverij Dargaud in de serie beeldroman. Het is een fantasyverhaal, door de uitgever omschreven als een soft-sciencefiction. Het verhaal bevat magisch realistische elementen.

## Inhoud
Het verhaal in Hoog water kent meerdere lagen. Het begint ogenschijnlijk gewoon als een knappe jonge zeilster in de problemen komt op zee. Ze wordt overvaren en ternauwernood gered. Haar redders hebben onnavolgbare plannen die moeten leiden tot de vernietiging van de mensheid. Andere personen verschijnen en nemen de hoofdrol over, waarna feit en fictie door elkaar gaan lopen en het verhaal steeds wonderlijker wordt.